# Doratulina pallida
Doratulina pallida är en insektsart som beskrevs av Dlabola 1994. Doratulina pallida ingår i släktet Doratulina och familjen dvärgstritar. Inga underarter finns listade i Catalogue of Life.